# Mięsień długi głowy

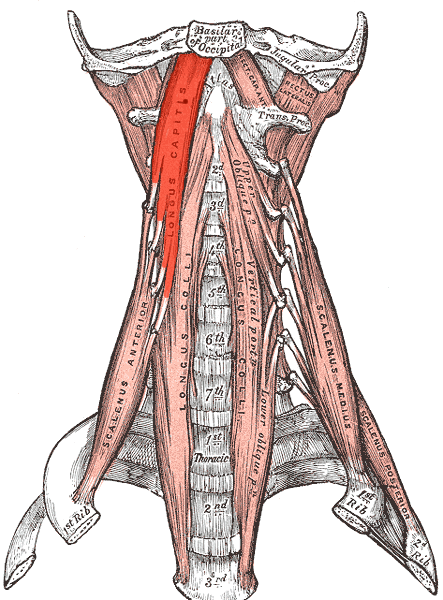
Mięsień długi głowy

Mięsień długi głowy (łac. musculus longus capitis) – w anatomii człowieka płaski, podłużny mięsień należący do głębokich mięśni szyi, najbardziej powierzchownie leżący z grupy mięśni przedkręgowych. Dolne przyczepy ma na guzkach przednich wyrostków poprzecznych kręgów szyjnych C3–6. Biegnąc do góry i przyśrodkowo kończy się na części podstawnej kości potylicznej. Unerwiony jest przez gałęzie brzuszne nerwów C1–C3. Jego funkcją jest zginanie głowy.